# Aursfjordsaga
Aursfjordsaga är ett sågverk och arbetslivsmuseum vid Aursfjorden, en fjordarm av Malangen i Balsfjords kommun i Troms fylke i norra Norge. Det förvaltas av Midt-Troms Museum.
Aursfjordsaga har en vattendriven vertikalt monterad enbladig ramsåg och uppfördes 1796 av Ingebregt Eliassen vid Lakselvas mynning i Aursfjorden. Eliassen var förvaltare under godsägaren Hans Andreas Moursund i Bentsjord vid fjorden Malangen och hade erfarenhet som timmerman och båtbyggare. Vid denna tid krävdes ett kungligt tillstånd för att inneha ett sågverk, men Eliassen hade inte ens frågat godsägaren om lov. Han fick till slut i efterhand 1799 tillstånd att driva sågen.
Ramsågar av denna typ hade stor betydelse för utvecklingen av träindustri under början av 1800-talet. Plankor och bord till fartyg av timmer kunde där sågas maskinellt med en hastighet av ungefär en meter i minuten, och timret utnyttjades väsentligt bättre än vid manuell sågning.  
Under 1800-talets första decennier uppfördes dock flera sågar i området och Eliassens såg låg avsides. Efterfrågan på tjänster av Aursfjordsaga varierade därför kraftigt mellan åren. 
Aursfjordsaga var i drift till 1947, varefter den dock fortfarande delvis underhölls. Såghuset revs 1958 på grund av ett vägbygge omedelbart förbi sågverket. Sågen restaurerades på lokalt initiativ 1977–1982 av Arne Pedersen, en ättling i rakt nedstigande led till grundaren Ingebregt Eliassen.